# Grgur Bučić
Grgur Bučić  (1829. – 1911.) bio je hrvatski prirodoslovac: ihtiolog, oceanograf, meteorolog, voditelj meteorološke postaje, konstruktor meteoroloških uređaja, entomolog., a bavio se i klimatologijom, paleontologijom, mineralogijom i arheologijom. Šurjak je Ivana Krstitelja Machieda mlađeg, za čiju je sestru bio oženjen.
U ondašnjoj ga se literaturi može naći i pod imenom Gregorio Buccich.
Radio je u Hvaru na brzojavnom uređaju. Prvi je voditelj hvarske meteorološke postaje. 

## Arheologija
Prvi je na Hvaru i u cijeloj Hrvatskoj započeo s istraživanjima prapovijesnih nalaza.

## Oceanografski rad
Fizičkoj oceanografiji pridonio je bilježenjem visine morske razine, visine tlaka zraka te jačine i smjera vjetra u Hvaru svibnja i lipnja 1860. godine.
Pridonio je deskriptivnoj oceanografiji analizom utjecaja atmosferskih čimbenika na morsku razinu u Hvaru. To je bilo kad je radio za Stalnu komisiju za Jadran. U tom je razdoblju mjerio temperaturu i gustoću mora na raznim dubinama u raznim razdobljima, prozirnost mora, jačinu i smjer morskih struja.

## Prirodoslovni rad
Znatan je njegov prinos umjetnom uzgoju spužava (usporedi radove zemljaka i suvremenika Jakova Boglića) .
1862. je njemački znanstvenik Eduard Oscar Schmidt pokazao da će se odresci spužava prikačiti i rasti. Ideju je sproveo Grgur Bučić u pokusima na otoku Hvaru 1863. – 1872, ali s ovim se je pokusima prestalo zbog neprijateljskog stava mjesnih ribara: ribarske su mreže nekoliko puta omele, a ustanovica je bila nekoliko puta opljačkana.

## Muzej hvarske baštine
U ljetnikovcu Hanibala Lucića na Hvaru nalazi se prirodoslovni kabinet koji nosi naslov po dru Grguru Bučiću. Dijelom je Muzeja hvarske baštine. U njemu je zbirka s više od 350 predmeta: razni instrumenti, okamine, preparati, stara prirodoslovna tiskana izdanja, herbarij i ostalo.

## Priznanja
Bio je član brojnih međunarodnih udruženja, a za svoj je rad dobio brojne tuzemne i inozemne nagrade. Ističe se počasni doktorat Sveučilišta u Grazu. 
Riba glavoč bjelčić naziva se još i Bučićev glamoč/glamac, njemu u čast. Latinsko je ime Gobius bucchichi.
Osim nje, njemu u čast ove vrste nose njegovo ime: kukac Orellia bucchichi, amfipod Nicea bucchichi, spućve Tethya bucchichi, Anphoriscus bucchichi i A. gregorii te polihet Myzostoma bucchichi.

## Vanjske poveznice
- World Porifera Database – Vrste – Stelletta hispida (Buccich, 1886)
- World Porifera Database – Vrste – Ancorina hispida (Buccich, 1886)
- Grgur Bučić Hrvatska tehnička enciklopedija, portal hrvatske tehničke baštine. LZMK